# Inge Hannemann

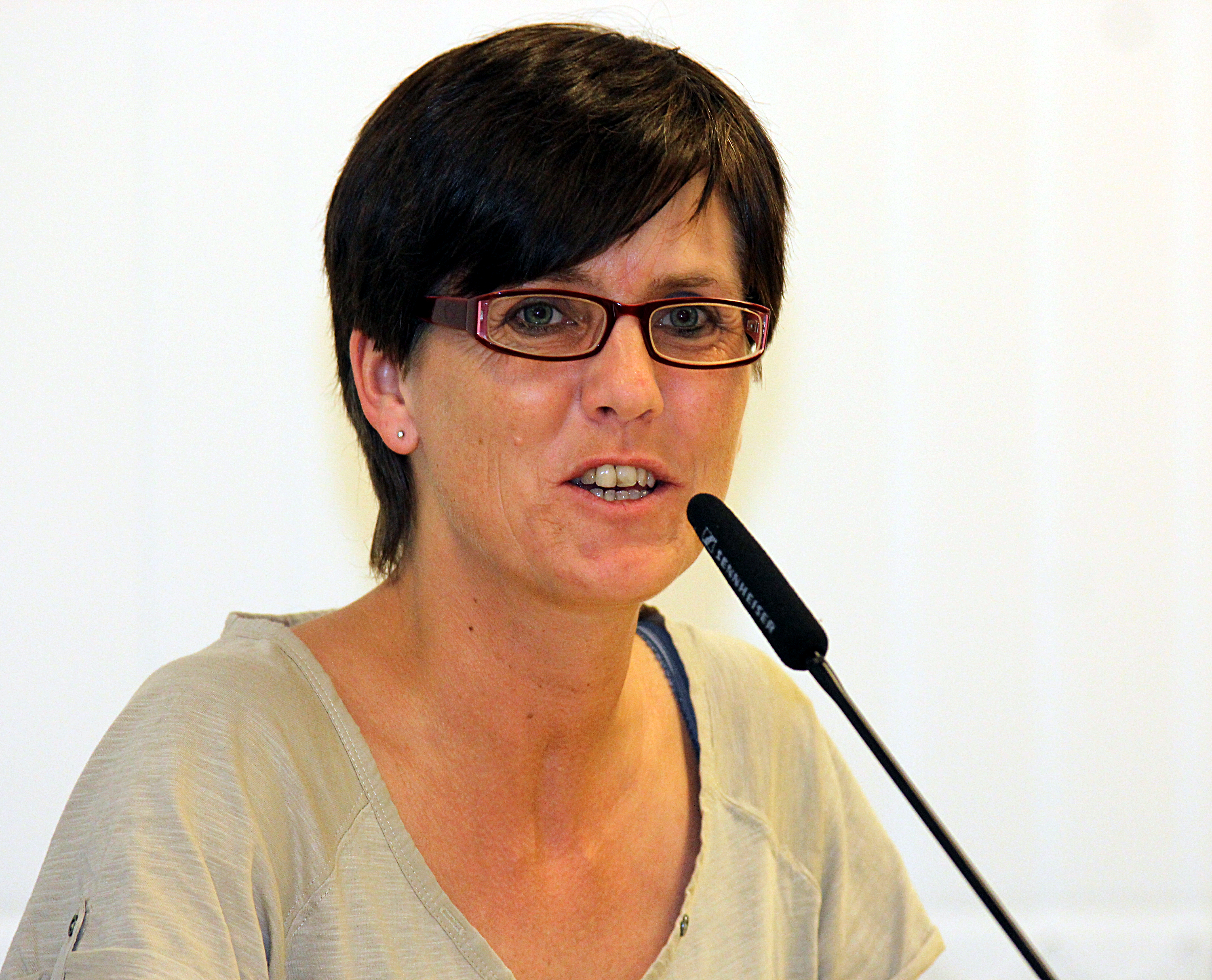
Inge Hannemann (2013)

Inge Hannemann (* 21. April 1968 in Hamburg) ist eine deutsche Bloggerin, Hartz-IV-Kritikerin und ehemalige Politikerin. Von 2015 bis zur Niederlegung ihres Mandats im Juli 2017 war sie Abgeordnete in der Hamburger Bürgerschaft und gehörte dort der Linksfraktion an.  

## Leben
Hannemann absolvierte Ausbildungen als Speditionskauffrau, Netzwerkadministratorin und Arbeitsvermittlerin. Sie studierte Journalismus, ist Mitglied von Ver.di, war fünf Jahre Mitglied bei den Jusos und ist Fürsprecherin eines bedingungslosen Grundeinkommens. Sie engagiert sich in der Hamburger Kommunalpolitik. Obwohl sie zu diesem Zeitpunkt nicht Mitglied der Partei Die Linke war, wurde sie über deren Bezirksliste im Mai 2014 in die Bezirksversammlung Altona gewählt. Bei der Bürgerschaftswahl 2015 kandidierte sie auf Platz 13 der Landesliste und erlangte mit 7570 personenbezogenen Stimmen ein Mandat für die 21. Hamburgische Bürgerschaft. In der Bürgerschaft gehört sie dem Eingabenausschuss an. Sie war Sprecherin für Arbeitsmarkt der Linksfraktion. Am 10. Mai 2017 wurde bekannt, dass Hannemann ihr Mandat in der Hamburger Bürgerschaft aus gesundheitlichen Gründen zum 31. Juli niederlegen und sich aus der Politik zurückziehen wird. Am 6. September 2020 erklärte sie ihren Austritt aus der Partei Die Linke. Im Oktober 2023 trat sie wieder in die Linke ein.
Hannemann ist verheiratet und hat eine erwachsene Tochter.

## Kontroverse um Sanktionspraxis
Hannemann ist seit 2005 Mitarbeiterin beim Jobcenter Hamburg-Altona. Presseberichten zufolge weigerte sich Hannemann über Monate hinweg, bei Regelverstößen Sanktionen zu verhängen. Hannemann bestreitet diesen Vorwurf und gibt an, Sanktionen lediglich in begründeten Einzelfällen zurückgenommen zu haben. Ob eine Sanktion überhaupt verhängt werden müsse, liege im Ermessen des Sachbearbeiters. Zudem kritisierte Hannemann in ihrem Blog einige Umgangsweisen mit Beziehern von Arbeitslosengeld II sowie diesbezügliche Vorgaben. Aus diesen Gründen wurde sie im April 2013 durch ihren Arbeitgeber mit sofortiger Wirkung vom Dienst freigestellt und erhielt Hausverbot. Eine ihr angebotene Versetzung auf eine Stelle ohne Kundenkontakt im Bezirksamt Eimsbüttel lehnte Hannemann ab. Sie versuchte vielmehr durch eine Klage vor dem Hamburger Arbeitsgericht durchzusetzen, wieder als Arbeitsvermittlerin beschäftigt zu werden. Der Eilantrag Hannemanns auf Weiterbeschäftigung wurde vom Arbeitsgericht am 30. Juli 2013 jedoch abgewiesen. Im Hauptsacheverfahren wurde der für den 11. Juli 2014 anberaumte Kammertermin einen Tag zuvor durch das Gericht aufgehoben, nachdem die Stadt Hamburg die Abordnung von Hannemann an das Jobcenter zum 1. August 2014 widerrufen hatte, um sie sodann an anderer Stelle vertragsgemäß weiterzubeschäftigen. Gegen die Beendigung der Zuweisung zum Jobcenter und Übertragung einer Tätigkeit als Sachbearbeiterin im Referat Integrationsamt wendete sich Hannemann erfolglos mit einem Antrag auf Erlass einer einstweiligen Verfügung. Im Dezember 2014 stimmte Hannemann einem Vergleich zu und ist seitdem im Integrationsamt tätig.
Hannemann war die erste Mitarbeiterin eines deutschen Jobcenters, die sich öffentlich kritisch gegen die Arbeitsmarktpolitik der Agenda 2010 zu Wort meldete. So führte sie in ihrem Altona-Blog und in diversen Vorträgen und Interviews an, dass „Fördern und Fordern“, die erklärten Ziele des Hartz-Konzepts, längst technokratischen Vorgaben gewichen seien. Hartz IV verfolge nicht das Ziel, Arbeitslosen eine Perspektive für den Wiedereintritt ins Arbeitsleben zu bieten, sondern sie mittels Sanktionsdruck aus dem Leistungsbezug zu drängen. Die Bundesagentur für Arbeit erklärte noch während des laufenden arbeitsrechtlichen Verfahrens in einer Pressemitteilung, dass es die behaupteten Missstände nicht gebe und Hannemann tausende Mitarbeiter in den Jobcentern gefährde. Sie habe sich nur den falschen Job ausgesucht. Hannemann widersprach und gab an, sie könne ihre Kritik mit Dokumenten belegen.
Am 20. November 2013 wurde die von Inge Hannemann am 23. Oktober 2013 eingereichte Petition „Arbeitslosengeld II – Abschaffung der Sanktionen und Leistungseinschränkungen (SGB II und SGB XII)“ auf der Petitionsseite des Deutschen Bundestages aufgenommen. Um das Quorum zu erreichen, wurden 50.000 Unterschriften benötigt. Am 16. Dezember 2013 wurde diese Grenze erreicht. Am 17. März 2014 wurde die Petition von Inge Hannemann im Petitionsausschuss des Deutschen Bundestages in einer öffentlichen Sitzung behandelt. Im Mai 2015 erschien im Rowohlt Verlag ihr Buch Die Hartz-IV-Diktatur. Eine Arbeitsvermittlerin klagt an. Angereichert mit einer Reihe von Beispielfällen aus ihrer Zeit als Fallbearbeiterin bei der ARGE schilderte Hannemann die persönlichen Folgen, welche die Hartz-IV-Sanktionen bei Betroffenen auslösen. Darüber hinaus unterzog sie die Arbeitsvermittlungspraktiken der Jobcenter einer grundsätzlichen Kritik und beschrieb mögliche Alternativen zu den aktuell praktizierten Vermittlungs- und Repressionspraktiken.
Im März 2016 war Hannemann Mitbegründerin des Vereins Sanktionsfrei e. V.
In einem Interview sagte Hannemann im Juli 2016: „Schwierig ist es da bei vielen Politikern, ihnen zu erklären, was Menschenwürde ist.“ Das Bürgergeld-Modell der FDP im Rahmen der Debatte um das bedingungslose Grundeinkommen bezeichnete sie als „Pseudo-Modell“.

## Auszeichnungen
- Am 14. September 2013 wurde Hannemann mit dem taz-Panter-Preis 2013 für Zivilcourage ausgezeichnet.[38]
- Am 7. März 2014 erhielt sie den Clara-Zetkin-Frauenpreis 2014 der Partei Die Linke.[39]
- Am 8. Mai 2015 erhielt Hannemann das Marburger Leuchtfeuer für Soziale Bürgerrechte der Humanistischen Union und der Stadt Marburg.[40]

## Veröffentlichungen
- Inge Hannemann mit Beate Rygiert: Die Hartz-IV-Diktatur. Eine Arbeitsvermittlerin klagt an. Rowohlt Verlag, Reinbek bei Hamburg 2015, ISBN 978-3-499-63065-1.

## Rundfunkberichte
- Rainer Schwochow: „Betriebsstörung“ – Eine Angestellte der Arbeitsagentur kämpft gegen Hartz IV. In: SWR2 Tandem vom 7. Oktober 2013, 10:05 Uhr
- DRadio Wissen: Die Empörung einer Sachbearbeiterin. (Memento vom 6. Juni 2013 im Internet Archive) Konstantin Zurawski und Sebastian Sonntag im Gespräch mit Inge Hannemann (Audiofile, MP3; 24,4 MB; ca. 51 Min.)
- Thomas Koch: „Gerechtigkeit“ – das Thema unserer Zeit mit Inge Hannemann, Whistleblowerin in der Arbeitsverwaltung (Memento vom 28. August 2013 im Internet Archive) in WDR5 Redezeit vom 27. August 2013